# Монталбано (Модена)
Монталбано је насеље у Италији у округу Модена, региону Емилија-Ромања.
Према процени из 2011. у насељу је живело 80 становника. Насеље се налази на надморској висини од 596 м.